# Eldar Kurtanidze
Eldar Kurtanidze (in georgiano ელდარ კურტანიძე?; 16 aprile 1972) è un ex lottatore georgiano, specializzato nella lotta libera.

## Palmarès

### Olimpiadi
- 2 medaglie:
  - 2 bronzi (Atlanta 1996 nei 90 kg; Sydney 2000 nei 97 kg)

### Mondiali
- 5 medaglie:
  - 2 ori (Teheran 202 nei 96 kg; New York 2003 nei 96 kg)
  - 2 argenti (Toronto 1993 nei 90 kg; Budapest 2005 nei 96 kg)
  - 1 bronzo (Krasnoyarsk 1997 nei 97 kg)

### Europei
- 10 medaglie:
  - 5 ori (Budapest 1996 nei 90 kg; Varsavia 1997 nei 97 kg; Bratislava 1998 nei 97 kg; Budapest 2001 nei 97 kg; Varna 2005 nei 96 kg)
  - 3 argenti (Istanbul 1993 nei 90 kg; Friburgo 1995 nei 90 kg; Baku 2002 nei 96 kg)
  - 2 bronzi (Minsk 1999 nei 97 kg; Mosca 2006 nei 120 kg)